# HMAS Hobart (könnyűcirkáló)
A HMAS Hobart az Ausztrál Királyi Haditengerészet egyik Leander osztályú könnyűcirkálója volt a második világháború ideje alatt.
A Hobart volt a második olyan Leander osztályú cirkáló, melyet az ausztrálok számára némileg átalakítottak. A hajó a tasmániai Hobart városáról kapta nevét. A cirkálót eredetileg a Brit Királyi Haditengerészet számára építették HMS Apollo néven, de később az ausztrál haditengerészet megkapta azt, és átkeresztelte HMAS Hobart-ra. A Hobartért cserébe az ausztrálok egyebek mellett a HMAS Albatross repülőgép-anyahajót adták a briteknek.
Az egyetlen látható különbség az ausztrálok számára átalakított és a brit Leander osztályú cirkálók közt az volt, hogy amíg a brit hajóknak egy nagy kéményük volt, addig az ausztráloknak kettő kisebb.

## Szolgálata
A második világháború kitörésekor a Hobart konvojokat kísért Ausztrália, Szingapúr, Jáva, Ceylon és Bombay között, gyakran a HMS Electra romboló kíséretében. 1940. augusztus 18-án, az olasz támadást követően, a Hobart is részt vett a Nemzetközösség csapatainak Brit Szomáliföldről való evakuálásában. Az ausztrál könnyűcirkáló nem tudott részt venni a Jáva-tengeri ütközetben, ugyanis a tankerhajó amely feltöltötte volna a Hobartot üzemanyaggal súlyosan megsérült, mielőtt kiszolgálhatta volna a cirkálót. Az 1942 májusában zajló Korall-tengeri csatában viszont már a Hobart is részt vett, a John Gregory Crace tengernagy vezette hajóraj tagjaként. A Hobart nem került kapcsolatba egyetlen ellenséges hajóval sem a csata során, de egy amerikai B-17 bombázó tévedésből bombát dobott rá.

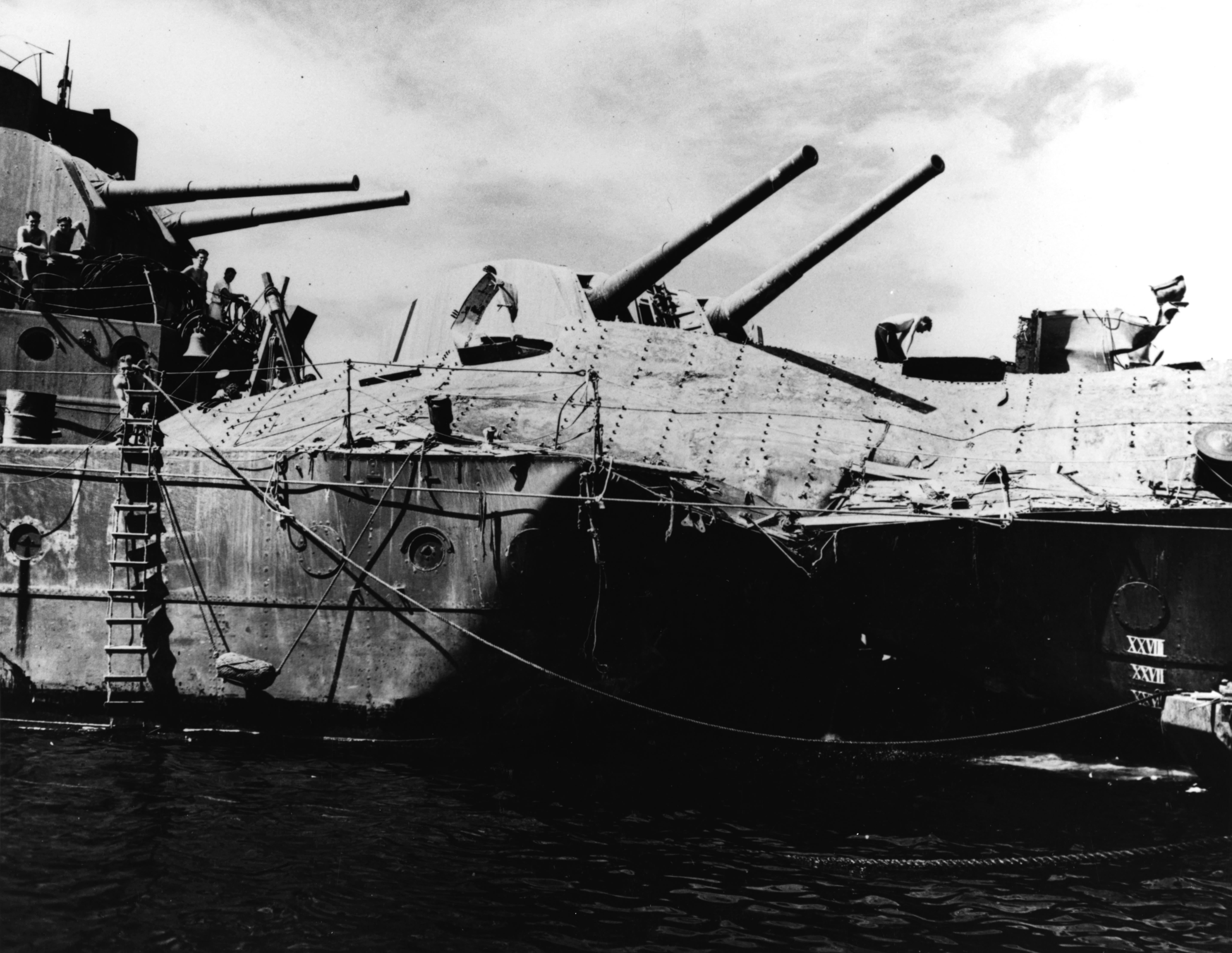
A Hobart sérülése az 1943. július 20-i torpedótalálat után.

1943. július 20-án egy japán tengeralattjáró, mely eredetileg a HMAS Australiát akarta megsemmisíteni, eltalálta a HMAS Hobartot. A cirkáló legénységének 13 tagja és egy, a fedélzeten tartózkodó amerikai tiszt életét vesztette a támadásban, valamint további hét fő súlyosan megsérült. A torpedótalálat következtében a Hobart oldalán egy nagy lyuk keletkezett, a hajó eleje és hátulja megrongálódott, mindkét bal oldali hajócsavar leszakadt, számos cső eltört, a válaszfalak egy része átszakadt valamint az elektromos kábelek is sérültek. Ezután az ausztrál cirkáló a Sydney-i Cockatoo Island-i hajógyárba hajózott, hogy sérüléseit kijavítsák, majd felújítsák a hajót. 
A Hobart 1944 decemberében állt újra szolgálatba, majd rész vett a Fülöp-szigeteki, borneói valamint Pápua Új-giuneai partraszállásban. A hajó jelen volt 1945. szeptember 2-án a japán kapituláció aláírásakor a Tokiói-öbölben.
A háborút követően a Hobart a tartalék flottához került, majd 1962-ben kivonták a hadrendből. Ugyanebben az évben a cirkálót szét is bontották.

## Lásd még
- HMAS Hobart nevet viselő hajók listája.
- HMS Apollo nevet viselő hajók listája.

## Külső hivatkozások
- A HMAS Hobart (Angol)
- A HMAS Hobart története Archiválva 2007. augusztus 15-i dátummal a Wayback Machine-ben (Angol)